# Храм Покрова Пресвятой Богородицы (Турец)
Храм Покрова Пресвятой Богородицы — православный храм в агрогородке Турец Кореличского района Гродненской области Республики Беларусь. Относится к Новогрудской и Лидской епархии Белорусского экзархата Русской Православной Церкви.

## История
В 80-х годах XVII века в местечке Турец существовала униатская Церковь Покрова Панны Марии. Описание этой церкви в «Визитах униатских церквей Минского и Новогрудского соборов 1680—1682 гг.» является первым письменным документом, который сохранился до нашего времени. Церковь Покрова Панны Марии была деревянная, большая, с новой крышей. Была построена на средства графа Ходкевича и стояла недалеко от его усадьбы. При церкви находились бабинец и колокольня, на которой были 4 колокола и железное било. Пресвитером церкви в то время являлся Теодор Мартиневский. 
Церковь неоднократно подвергалась ремонту и перестраивалась, о чём свидетельствуют визиты 1754, 1784, 1793, 1798 годов.
Новое деревянное здание храма было построено в 1747 году. В 1827 году церковь была перестроена.
В 1839 году в связи с ликвидацией Брестской церковной унии и переходом в православное ведомство была перестроена алтарная часть церкви с ориентацией на восток. После этого Турецкая церковь получила титул Покрова Пресвятой Богородицы.
В 1861 году здание церкви подверглось капитальному ремонту, что привело лишь к краткосрочным улучшениям. Уже в 1871 году Попечительство Турецкой церкви задумалось о строительстве нового каменного храма. В те годы сельским старостой в Турце был Григорий Матвеевич Славинский. Именно он вел переписку с Минской духовной православной консисторией Синода от имени Попечительства церкви на протяжении 15 лет, в период с 1871 по 1886 годы. В прошениях Григорий Матвеевич писал о том, что церковь ветхая и старая, просил разрешения на постройку новой. 
Помимо переписки все эти годы велась подготовительная работа к строительству. В 1876 году губернским архитектором С. Ивановым был выполнен проект и смета на строительство церкви. 50 % сметной стоимости было выделено из казны царским правительством (Александром III). Прихожане начали сбор ещё 50 % денежных средств на постройку нового храма. Сбор пожертвований растянулись более чем на 10-летний период, с 1872 по 1886 годы. Все это время прихожане свозили на погост камни и собирали необходимую сумму денег. 26 апреля 1885 года попечительство Турецкой церкви получило отношение Минского губернского церковно-строительного присутствия, которым прихожанам разрешалось произвести постройку нового каменного здания.

### Строительство
Шестнадцать строителей были избраны прихожанами на общих собраниях: по одному человеку от каждой из 10 деревень прихода и 6 человек — жители м. Турец. Так, от Турца в состав строителей были избраны Григорий Славинский, Иван Выдрицкий, Павел Мазюк, Василий Станкевич, Василий Конюх, Федор Свирид, от д. Лыковичи — Захар Ястреб, д. Кочаны — Дмитрий Личко, д. Загорье — Алексей Гаркавый, д. Малосельцы — Климент Дрик, д. Чижиновцы — Григорий Смолянко, д. Браносово — Илья Синица, д. Репьево — Федор Какареко, д. Долгиново — Иосиф Мацук, д. Новоселки — Адам Дрик, д. Велетово — Григорий Кистень. Для руководства строительными работами из м. Ивенец был приглашен мастер Филициан Антонович Бурак. Имена строителей церкви, настоятеля Юлиана Зелинского и церковного старосты Леона Лавровича увековечены на бронзовой доске, помещенной на одной из колонн в здании храма.

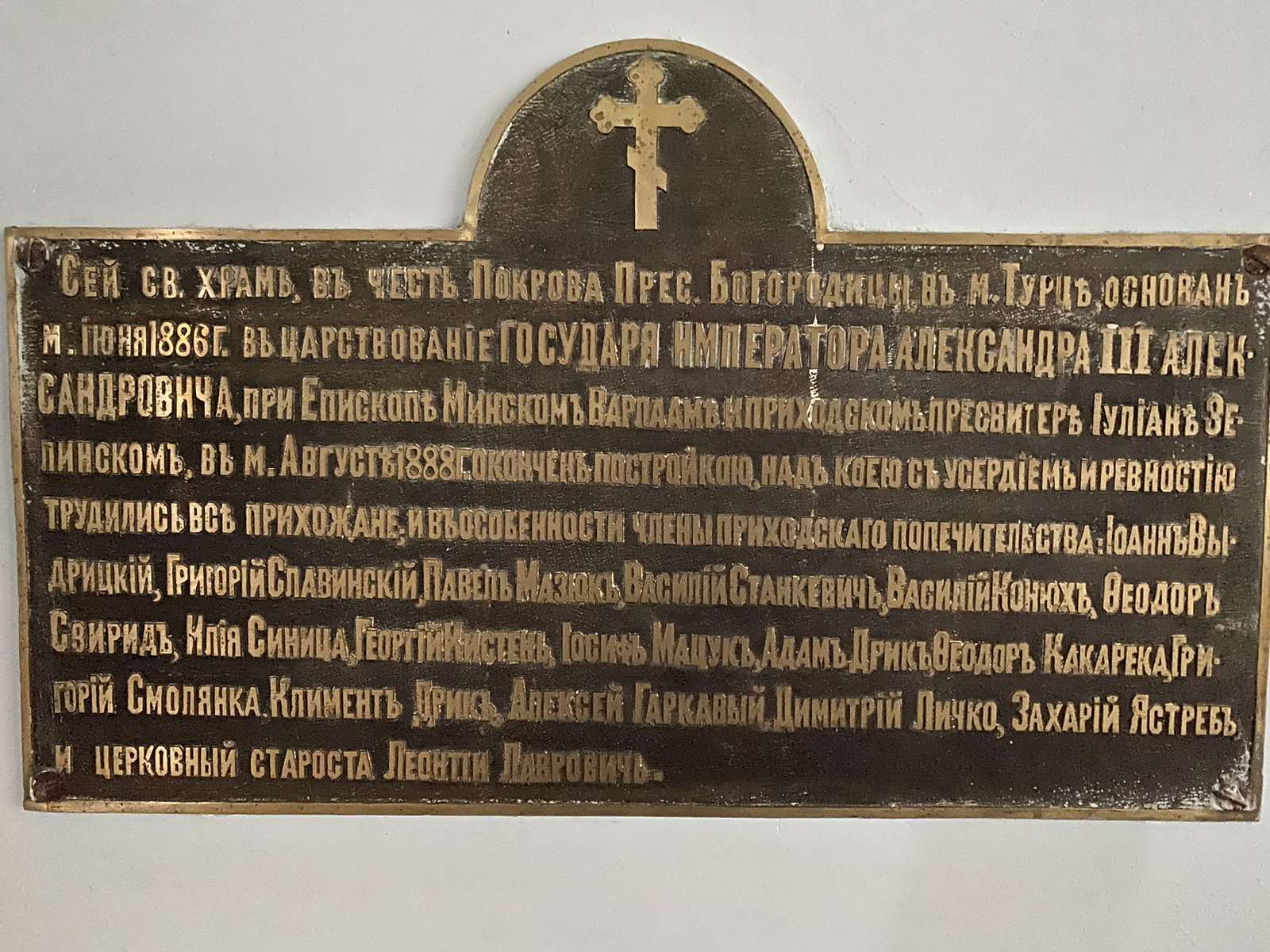
Табличка с именами строителей церкви в Турце

13 мая 1886 года Святой престол в старой церкви был снят и здание разобрано. После разборки деревянной церкви прихожане сняли полтора аршина холма (около 105 см), разровняли необходимых размеров площадку. Затем были вырыты траншеи для закладки фундамента. К 1 июня, ко дню Святой Троицы, траншеи глубиной и шириной в сажень были готовы, подготовлено было и необходимое количество камней, извести, песка и всего того, что требовалось для начала работы.
3 июня 1886 года, к 12 часам дня приходским священником в кладбищенской церкви была отслужена божественная литургия. Ровно в полдень благочинный Иосиф Рыбцевич при участии священников Мирской Николаевской церкви Феликса Степуры, Сервечско-Любиничской — Григория Кезевича, Кореличской — Андрея Черняковского и местного священника Юлиана Зелинского, диакона Березовицкой церкви Федора Новицкого, при пении хора учеников Турецкого народного училища под руководством псаломщика Михаила Новицкого совершил на церковной площадке «Чин на основание церкви».
4 июня 1886 года каменщики под руководством Фелициана Бурака начали кладку фундамента. Через три недели они приступили к кладке цоколя, а к середине июля начали кладку стен. Работа по строительству храма шла безостановочно и успешно. Руководил постройкой инженер А. Нектарьевский.
С наступлением холодов работы по строительству останавливались и возобновлялись весной.
Строительство храма шло быстро. К 12 июля 1887 года (через год) была закончена кладка камней на стенах храма, углы стен и карнизы оштукатурены, к яблочному Спасу была положена железная крыша, поставлены купола, освящены и поставлены железные золоченые кресты на пяти куполах и колокольне.
После завершения наружных работ, выполнялись штукатурные и плотницкие работы внутри храма. К 1 августа 1888 года все работы по постройке храма были закончены.
14 октября 1888 года благочинный Иосиф Рыбцевич уведомил архиепископа Варлаама, что новая каменная церковь в м. Турец господином инженером Д. В. Знобишиным передана в духовное ведомство.
22 октября (3 ноября) 1888 года в день памяти Казанской иконы Божией Матери состоялось освещение храма в честь Покрова Пресвятой Богородицы.
В 1891 году при церкви построили деревянное здание церковно-приходской школы.

## Архитектура
Храм построен по проекту губернского архитектора С. Иванова в ретроспективно-русском стиле. Это трёхнефный крестово-купольный храм с квадратной апсидой и двухъярусной колокольней. Над крышей основного объёма возвышаются 5 куполов, над двухъярусной колокольней — луковицеобразная главка. Оштукатуренные элементы декора — лопатки, наличники, карнизы и др. — эффектно сочетаются с бутовой кладкой стен.

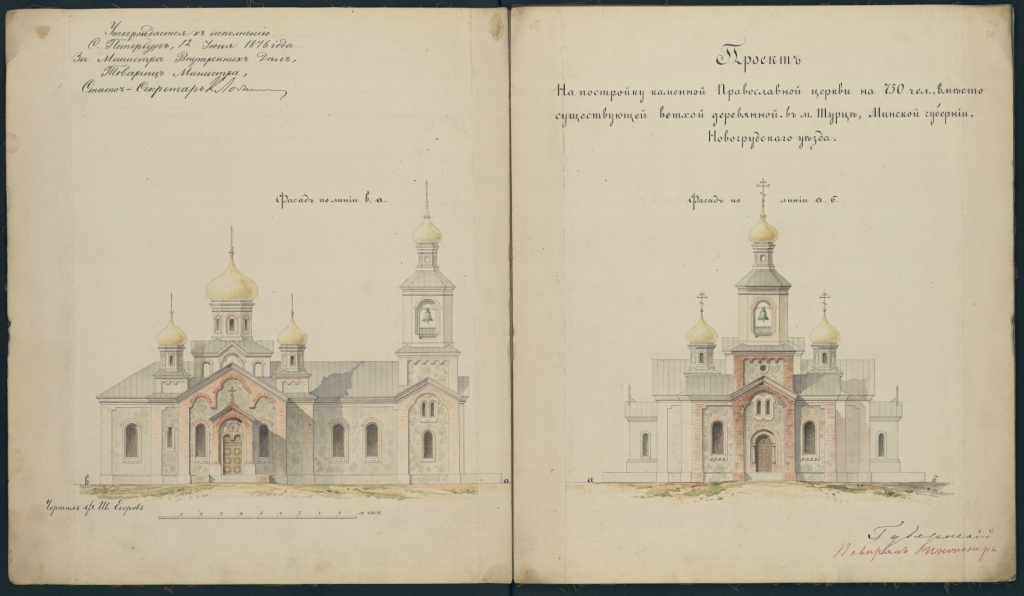
Проект храма. Фасад

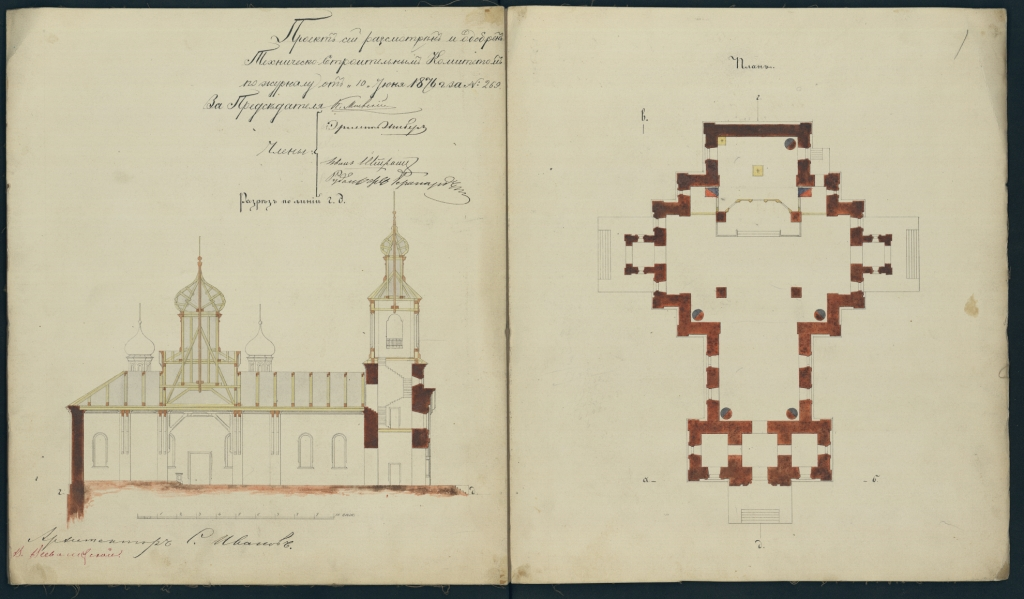
Проект храма. План

## Убранство и святыни храма

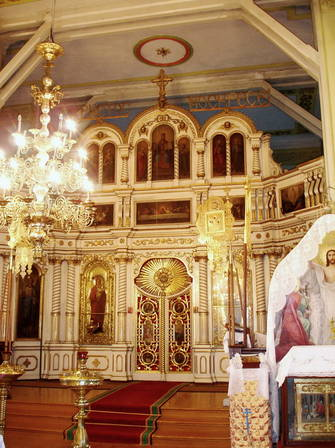
Убранство храма

Иконостас для храма был изготовлен уроженцем местечка Турец — Григорием Яковлевичем Лойко в его столярной мастерской в Санкт-Петербурге. В иконостас были помещены и главные иконы, написанные по заказу Григория Лойко в Санкт-Петербургской Академии искусств. Также им был пожертвован Святой престол из кипарисового дерева.
Одна из главных икон Покрова Пресвятой Богородицы доставлена в храм из Афона, о чём свидетельствует надпись на её тыльной стороне: «Икона сия писана и освящена на святой горе Афонской в русском святого великомученика и целителя Пантелеймона монастыре с коего и послана в благословение христолюбивым жителям в благодатную помощь, покров и заступление всем с верою и любовью прибегающим к Всеблагой Владычице мира и умильно молящимся к Ней пред святым Её образом. 1898 год.». Икона, помещенная в большой художественной работы киот, и сегодня является одной из главных святынь храма.
Отдельными прихожанами на украшение церкви были внесены большие суммы денег: Иваном Курьянко — на икону Николая Чудотворца, Максимом и Анной Выдрицкими — на икону Преображение Господне, Яковом Ламаном из д. Загорье — на плащаницу и гробницу к ней, Емельяном Конюхом — на крест Голгофа, Розалией Ломонос — на две металлические хоругви.
Среди образов храма находятся иконы св. Елисея Лавришевского (дар прихожан), Серафима Саровского, Божией Матери «Скорбящая», вмч. Целителя Пантелеймона, а также список с древней белорусской иконы Божией Матери «Груздовская», Евфросинии Полоцкой (дар прихожан).
В годы атеистической борьбы храм не закрывался.